# Нэйкед

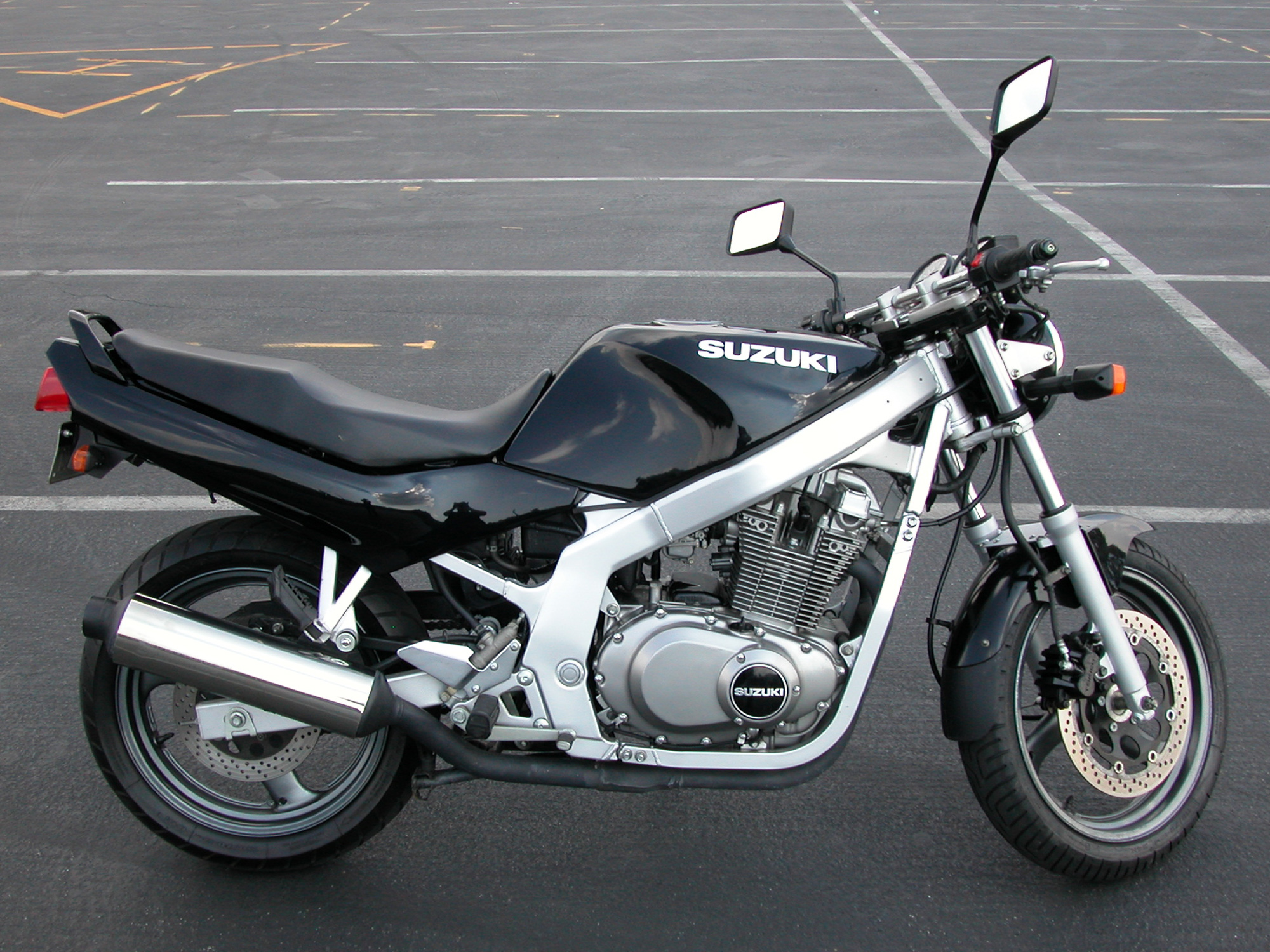
Suzuki GS500E — совсем «нэйкед»

Нэйкед (англ. naked «голый, обнаженный») — стиль мотоцикла. Характерным признаком нейкеда является отсутствие пластиковой облицовки (пластика), которая может присутствовать на подобном мотоцикле, или даже имеется на некоторых моделях, а так же отсутствием лобового стекла.
Нэйкед может либо выпускаться производителем мотоцикла, либо быть сделан его владельцем путём удаления пластиковой облицовки. Изначально нэйкеды делали именно из спорт-байков с битым пластиком. Затем, когда мода на нэйкеды распространилась, ряд производителей начал выпускать мотоциклы уже без пластика. В настоящее время ряд мотоциклов выпускается в двух вариантах: с пластиком и без.
Основное назначение нэйкедов — езда по городу. Нет пластика — значит, его нельзя разбить при падении или ударе. Хотя отсутствие обтекателей сказывается на лобовом сопротивлении мотоцикла, но при движении по городу это несущественно.
Нельзя относить к нэйкедам мотоциклы, на которых пластиковые обтекатели (или полуобтекатели) не применяются: например, чоппер или эндуро, стиль которых не предусматривает обтекатели.